# 中部天竜機関区
中部天竜機関区（ちゅうぶてんりゅうきかんく）は、静岡県磐田郡佐久間町（現在の浜松市天竜区）にかつて存在した日本国有鉄道（国鉄）の車両基地・乗務員基地である。
元は三信鉄道の車両基地として発足したが、1943年の国有化により国有鉄道に引き継がれ、飯田線中部の旅客輸送の要として中部天竜機関区とされた。1980年代初頭には飯田線で晩年を迎えた旧形国電の車両基地として多くの鉄道ファンの人気を集めたが、飯田線の経営近代化に伴い豊橋機関区の支区化されて豊橋機関区中部天竜支区となり、1978年10月には80系電車の導入にともなって車両無配置となった。1983年、旧形国電全廃後に乗務員基地としてふたたび独立して中部天竜機関区となったが、1985年に廃止された。跡地には1991年から2009年まで佐久間レールパークが開設されていた。
所属車両に標記されていた略号は「静チウ」であった。1975年3月10日のダイヤ改正時点では、運用番号61 - 64 (McTc) が割り当てられていた。